# Coenosia curvinervis
Coenosia curvinervis är en tvåvingeart som först beskrevs av Fritz Isidore van Emden 1940.  Coenosia curvinervis ingår i släktet Coenosia och familjen husflugor.
Artens utbredningsområde är Zimbabwe. Inga underarter finns listade i Catalogue of Life.